# 角由紀子
角 由紀子（すみ ゆきこ、1982年9月3日 - ）は、日本の女性編集者、ライター、オカルト研究家、YouTuber。
元TOCANA編集長。上智大学文学部中退。夫は写真家の新納翔。

## 経歴
東京学芸大学附属小金井小学校卒業。
東京学芸大学附属小金井中学校卒業。
浦和明の星女子高等学校卒業。
上智大学文学部を中退。
桑沢デザイン研究所卒業。
白夜書房に入社し退職。
BABジャパンに入社し退職。
株式会社サイゾーに入社。サイゾーが運営する占いサイト「ハピズム」を担当、そこでオカルト系の記事を掲載したところ反響が大きく、2013年に編集長として『TOCANA』を立ち上げる。
2022年2月にTOCANA編集長を退任し、フリーランスとしての活動を開始（退任後の肩書きはTOCANA総裁）。YouTubeチャンネル『角由紀子のヤバイ帝国』を開設。
2023年、YouTubeチャンネル『角由紀子のヤバイ帝国』のチャンネル登録者数が10万人を超えた。

## 出演

### テレビ
- ムーの世界R（2015年5月4日 - 2023年2月20日、エンタメ～テレ）
- 心霊マスターテープ（2020年1月11日 - 3月28日、エンタメ～テレ）
- すみっこオカルト研究所（2020年3月13日 - 、エンタメ〜テレ）
- ウソかホントかわからない やりすぎ都市伝説 2022秋 2時間スペシャル（2022年9月23日、テレビ東京）
- ウソかホントかわからない やりすぎ都市伝説 2022冬スペシャル（2022年12月23日、テレビ東京）
- シン・オカルト倶楽部（2023年4月3日 - 、エンタメ～テレ）

### ラジオ
- 角由紀子の明日滅亡するラジオ（2020年10月12日 - 2025年7月28日、AuDee）[4]

### 映画
- 真・事故物件 本当に怖い住民たち（2021年） - 原案・エグゼクティブプロデューサー
- タヌキ社長（2022年5月20日公開） - インタビュアー 役[5]
- オカムロさん（2022年10月14日公開） - 出演
- 三茶のポルターガイスト（2023年3月24日公開）[6]
- 悪鬼のウイルス（2025年1月24日公開、イオンエンターテイメント） - 車にはねられる女性 役[7]

### インターネット配信
- ネットで噂のヤバイニュース超真相（2019年10月11日 - 2020年2月28日、Amazonプライムビデオ）
- 封印された日本 猟奇事件暴露ファイル（2020年6月30日 -2020年8月31日 、Amazonプライムビデオ 他）
- ほんトカナ!?ケンドーコバヤシの絶対に観ないほうがいいテレビ!（2020年12月2日 - 2021年11月3日、Amazonプライムビデオ 他）

### オリジナルビデオ
- 実録!!TOCANA 心霊ファイル[8]

### その他
- SABAKI『DEAD END LAND』 MV（2023年）[9]

## 書籍
- 『イリュミナシオン[創刊号] 』（2021年、イーケーステイス）- 執筆 「偉大な科学者スウェーデンボルグと幽体離脱」
- 豊島圭介著『東大怪談 東大生が体験した本当に怖い話』（2022年、サイゾー、ISBN 978-4-86625-153-0）- 編集
- ナナフシギ著『列島怪談』（2022年、宝島社）- 編集
- オカルト異世界ばなし（2023年、竹書房）[10] - 原作